# Hartmut Bärnighausen
Hartmut Bärnighausen (* 16. Februar 1933 in Chemnitz; † 30. März 2025 in Ettlingen) war ein deutscher Chemiker, der durch seine Arbeiten zur Festkörperchemie und vor allem durch die nach ihm benannten Bärnighausen-Stammbäume Bekanntheit erlangte.

## Leben
Bärnighausen nahm nach dem Abitur in Chemnitz das Chemie-Studium in Leipzig auf. Er schloss dieses 1955 mit einer Diplomarbeit bei Leopold Wolf ab. Im Mai 1958 floh er über Berlin in den Westen. Dort wurde er von Georg Brauer in Freiburg aufgenommen und 1959 promoviert. Danach war er mehrere Jahre Postdoktorand in Freiburg. Mehrmonatige Aufenthalte bei Franz Jellinek an der Universität Groningen unterbrachen diese Zeit. Schon 1967 – kurz nach seiner Habilitation – übernahm er den Lehrstuhl für Anorganische Chemie II an der Universität Karlsruhe. Im Frühjahr 1998 wurde er emeritiert.

## Forschungsgebiete
- Anwendung der kristallographischen Gruppentheorie in der Kristallchemie (Bärnighausen-Stammbäume)
- Festkörperchemische Synthese neuer Verbindungen der Seltenen Erden mit ungewöhnlichen Oxidationsstufen und Untersuchung ihrer magnetischen und elektronischen Zustände (z. B. Sm3S4, LiEu3O4, Dy5Cl11, Yb6Cl13)
- Ausarbeitung und Programmierung der Strukturverfeinerung bei Viellingskristallen
- Entwicklung einer zuverlässigen Absorptionskorrektur von Röntgenbeugungsdaten
- Anwendung der Gruppentheorie bei Phasenumwandlungen

## Auszeichnungen
- 1997: Carl-Hermann-Medaille